# 마이클 스탈데이비드
마이클 스탈데이비드(영어: Michael Stahl-David, 1982년 10월 28일 ~ )는 미국의 배우이다. 《클로버필드》(2008) 등의 영화에 출연했다.

## 출연 작품
- 더 라이트 오브 더 문 (2017)
- 스탠바이, 웬디 (2017)
- LBJ (2016)
- 저스트 인 타임 포 크리스마스 (2015)
- 레이 인 웨이트 (2015)
- 더 포리너 (2015)
- 테이크 케어 (2014)
- 인 유어 아이즈 (2014)
- 뮤츄얼 프렌즈 (2013)
- Love & Air Sex (2013)
- 더 콩그레스 (2013)
- 관능소녀 복수단 (2012)
- 노 딜 (2010)
- 마이 제너레이션 (2010)
- 킹즈 (2009)
- 클로버필드 (2008)
- 블랙 도넬리 (2007)
- 엉클 니노 (2003)
- 뉴 포트 사우스 (2001)